# Vito Scotti
Vito Giusto Scozzari de Scotti (San Francisco, 26 januari 1918 - Woodland Hills, 5 juni 1996) Kortweg Vito Scotti, was een Amerikaans acteur. Een groot deel van zijn leven leefde hij in Napels, waardoor zijn rollen in films meestal beperkt waren tot een Italiaanse ober of kapper. Vito's familie ging terug naar de Verenigde Staten in 1925. Vito werd beroemd dankzij het Italiaanse theater te New York waar zijn moeder een diva was.

## Filmografie
- International Standard Name Identifier: 0000 0000 2757 7978
- Library of Congress Control Number: n88100717
- MusicBrainz: 919695b6-3e60-4fbe-910a-6d81c2045e3d
- Nationale Bibliotheek van Israël: 987007452769405171
- Virtual International Authority File: 68016262
- WorldCat: E39PBJyrVFdwq3Rvv86h9GHcT3